# Stanislas Amand
Pour les articles homonymes, voir Amand.
Stanislas Amand, né le 1er janvier 1964 à Toulon, est un photographe français. Son œuvre s'articule autour de la photographie documentaire, souvent liée à la représentation urbaine et architecturale.

## Biographie
Fils de Christian Amand, marin français né à Cherbourg, et de Fanette Guyon Chateauminois née à Relecq Kerhuon, d'origine hollandaise et irlandaise, issue d'une famille d’imprimeurs et de quatre générations de marins qui s'ancreront depuis la fin du XVIIIe siècle en Provence à Toulon.
Stan Amand a trois frères : Guillaume, Thibault et Grégoire.
Formé aux mathématiques, il est diplômé de l'École Nationale Supérieure de la Photographie (Arles) en 1990, après avoir effectué son service militaire au service audio-visuel de la Marine – SIRPA.
Il est pensionnaire à l'Académie de France à Rome en 1996 et 1997. Son temps en Italie est consacré à l’écriture et  la photographie comme outils de précision documentaire.
Il a passé un Master d'urbanisme en 2002 à l’Université de Droit d’Économie et des Sciences d’Aix-Marseille. Son mémoire traite de l’usage de l'image pour comprendre l’évolution de l'architecture et des villes en leurs limites périphériques.
Stanislas Amand développe son travail photographique depuis la fin des années 80 d'abord dans un cadre de formation classique. Quelques années plus tard, son approche originale et son intérêt pour l'architecture l'amènent à séjourner à la Villa Médicis. Cela lui permet naturellement de travailler pour des structures où les notions de patrimoine architectural et de document sont centrales. Parallèlement à sa production photographique, il intervient fréquemment comme enseignant dans différentes structures universitaires, entreprises privées depuis 2004, et publie 3 ouvrages entre 2002 et 2012,,.

## Influences et axe de travail
Le parti pris documentaire et le lien au théâtre d'Eugène Atget, la rigueur de Walker Evans, l'humour et la poésie de William Eggleston constituent des balises importantes dans le processus créatif de Stanislas Amand. L'ouvrage de Francis Ponge, Le Parti pris des choses, accompagne également son travail depuis des années.
Ce parti pris des choses, cet effort pour être au plus près de la chose regardée est chez lui un principe de travail :               «  Le principe documentaire ne relève, à proprement parler, ni du réel en soi, ni de l’image en soi, mais seulement d’un un aller-retour entre les deux. »Un effort de neutralité et une volonté d'effacement du photographe sont au centre d'une rigueur de représentation : « Respecter une maison, c’est par exemple l’encadrer dans un format qui respecte ses proportions. Nous n’avons besoin ni de surenchère esthétisante, ni d’effets dramatiques. »
La base d'une iconographie documentaire est bien constituée d'une image et d'une légende qui précise de manière dite objective la chose représentée. Chez Stanislas Amand établir un rapport différent (ou encore plus précis) entre le mot et la photo devient, avec le temps, l'ossature même de sa démarche. À partir de 2012, ce « frottement de l'écrit et de l'image » trouve une forme véritablement autonome, "un média factice" qui brouille les frontières entre les choses : « Son activité crée naturellement des ponts entre les logiques trop souvent cloisonnées du monde de l’art ».

## Enseignement Recherche
Professeur vacataire à Sciences Po Paris entre 2011 et 2013, enseignant le document pour mieux regarder la ville ensemble, chargé de cours à l’Institut d'urbanisme de Paris (usage des images au service des projets urbains, sujet de son mémoire de DESS en urbanisme), chargé de mission pour le patrimoine sur les archives automobiles, il scrute depuis cette longue recherche la mémoire photographique et les archives de nombreuses  industries et institutions (École normale supérieure, hôpitaux…).
Poussé par la passion d’enseigner les images, ou plutôt « Comment enseigner les images ? », il est conseil aux entreprises pour « trouver des cohérences entre archives et communication ». Il propose dans ce cadre depuis 2004 un séminaire "Comment apprendre à regarder" ?, qu’il donne également lors de ses interventions (Éducation nationale, Sciences Po Paris, IUP, École des Beaux Arts de Bruxelles…).

## Expositions
Stanislas Amand participe à une dizaine d'expositions « classiques » entre 1990 et 2005
À partir de 2006, l'exposition « Maquettes d'un livre en construction » initiée à Lectoure marque une charnière dans l'œuvre de Stan Amand notamment dans sa manière de montrer le rapport entre textes et images. Présentée une dizaine de fois en France entre 2006 et 2011, cette exposition trouvera une terre d'accueil particulièrement fertile à Lyon où l'ENS décidera d'éditer « Lettres à une galeriste » en 2012 puis « Lettres à un médecin » l'année suivante avec le soutien des Hôpitaux universitaires de Genève.

## Publications
- « Prose optique »[4]

Dans ce premier opus, la maquette présente les photographies de manière encore classique sur les 3/4 de l'ouvrage. Le dernier quart donne des indices plus précis sur l'évolution à venir de la production de l'artiste. La préface de Michel Poivert analyse de manière très claire les images et la singularité de Stanislas Amand.
- « Lettres à une galeriste »[5]

"Ce livre devient alors un recueil de mails adressés à tous, car en fait, la « galeriste, c’est nous ». Ce livre nous regarde et nous écrit."
Dans ce qui pourrait s'apparenter à une collection d'images nous découvrons la photo comme une « compagne d’un mode de vie et de pensée » Les textes critiques et autres correspondances viennent enrichir sur un autre mode et par d'autres points de vue la fin de l'ouvrage et donne une chronologie des expositions « Maquettes d'un livre en construction ».
- « Lettres à un médecin »[6]

« Avec Stanislas Amand, le document tend à devenir une sorte de monument témoignant d’une histoire secrète des formes, qui en constitue une sorte de révélateur.. »
Comme pour l'ouvrage précédent, le travail de la maquette veut créer un ton spécifique qui échappe aux tons convenus du livre de photo ou de l'histoire illustrée. La variété des images présentées simule le catalogue en évitant toute classification. On y retrouve plus précisément deux thématiques chères à l'auteur : l'archive et l'architecture. La préface en forme d'entretien est particulièrement éclairante

### Sources
- « Stanislas Amand, Un nouveau regard sur l'archive » de Yvon Lemay et Anne Klein publié le 23 octobre 2013, chercheurs et professeurs universitaire québécois.
- « Correspondance oblique de Stanislas Amand » par Paul-Louis Roubert, historien français. Article du 17 septembre 2008.
- « Entretien avec Stanislas Amand » pour Cosmopolitiques, par Dominique Boullier sociologue français, 2004.
- « Marseille en marchant », Revue Urbanisme, article avec Michèle Jolé, no 333, novembre décembre 2003.
- « La Photographie contemporaine », Éditions Flammarion, texte Michel Poivert, Paris, 2003.
- « Stan Amand Prose Optique », article de Thierry Paquot, Urbanisme no 332, sept. octobre 2003.
- Ballades dans le Toulon moderne. « Entre deux modernités » - Stanislas Amand, Var Matin, 17 novembre 2002.
- « Autoportraits contemporains » 1970-2000, Édition Passage de Retz, Paris, France, 2000.
- « De très courts espaces de temps », Centre national de la photographie, Actes Sud, Arles, France, 1998.
- « Trois questions à Stanislas Amand » avec Michel Guerrin, Le Monde, Paris, 14 juillet 1998.
- « Entretien » avec Michel Poivert, Bulletin de la Société française de photographie, no 3, mai 1998.
- « Stanislas Amand », Académie de France à Rome, Edition Palombi, Italie, 1997.